# Primera (Teksas)
Primera je gradić u američkoj saveznoj državi Teksas. Prema popisu stanovništva iz 2010. u njemu je živjelo 4.070 stanovnika.